# معاهده ضمانت متقابل

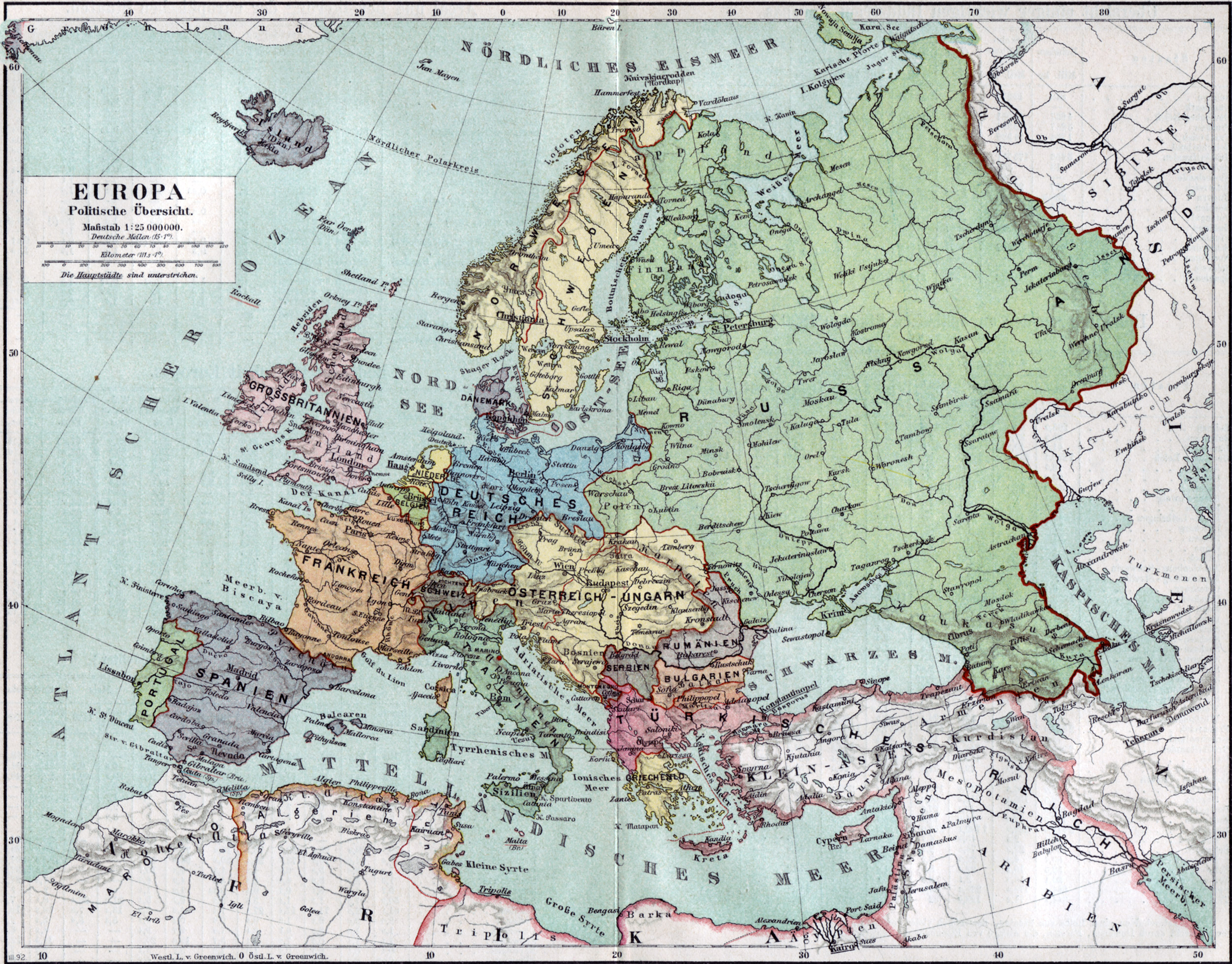
نقشه سیاسی اروپا در حدود سال 1890 میلادی

معاهده ضمانت متقابل (انگلیسی: Reinsurance Treaty)، معاهده‌ای است که میان امپراتوری آلمان و امپراتوری روسیه پس از رویدادهای کنگره برلین به امضا طرفین رسید. وضعیت بالکان پس از کنگره برلین، علاوه رضایت بریتانیا و اتریش-مجارستان، سبب رضایت آلمان شده بود و توانست به کمک این مسئله «معاهده ضمانت متقابل» را با روسیه منعقد کند که تلاشی بود از جانب آلمان برای مقابله با فرانسه. در عوض آلمان متضمن حمایت از منافع روسیه در بالکان شد اما ائتلاف دفاعی آلمان با اتریش، نشانگر وعده‌های توخالی آلمان به روسیه بود که امپراتوری روسیه به نزدیکی با فرانسه ــ که در این در ساخت راه‌آهن سیبری به روسیه کمک مالی می‌کرد ــ ترغیب می‌کرد. با این حال با به قدرت رسیدن ویلهلم دوم در آلمان، ضمن سیاست جدیدش در ماورای‌بحار و رقابت‌های استعماری، سیاست خارجی بیسمارک در رابطه با روسیه علناً کنار گذاشت و در سال ۱۸۹۰ وی خواهان ائتلافی با همراهی اتریش و بریتانیا علیه روسیه شد؛ و روسیه نیز در سال ۱۸۹۳ به‌طور رسمی با فرانسه ائتلاف کرد.